# 許鈞鈞
許鈞鈞（1985年10月10日—），台灣女演員，原名許姿婷，戶籍姓名變更登記為許鈞鈞。曾代表台灣到北京參加中央電視台紅樓夢中人選拔，為《戲說台灣》班底，也參演多部戲劇。

## 電視劇
| 年 份  | 頻 道            | 劇 名                       | 飾 演           |
| 2010年 | 三立台灣台       | 家和萬事興                  | 舞台劇演員      |
| 2012年 | 三立台灣台       | 戲說台灣                    | 多類角色        |
| 2013年 | 三立台灣台       | 天下女人心                  | 叶慧真          |
| 2014年 | 大愛電視台       | 光合一加一                  | 孫志晴          |
| 2016年 | 三立台灣台       | 甘味人生                    | 羅彩燕          |
| 2016年 | 三立台灣台       | 白鷺鷥的願望                | 陳西施          |
| 2016年 | 八大電視台       | 《命運交叉路》-風水師的女兒 | 李天美          |
| 2017年 | 三立台灣台       | 一家人                      | 吳品妍          |
| 2018年 | 三立台灣台       | 金家好媳婦                  | 朱海波          |
| 2019年 | 三立台灣台       | 炮仔聲                      | 方美雲 羅安娜   |
| 2022年 | 三立台灣台       | 一家團圓                    | 周曼琳          |
| 2023年 | 三立台灣台       | 天道                        | 鍾雪卿 鍾寶琴   |
| 2024年 | 華視、公視台語台 | 少女八家將                  | 邱淑萍          |
| 2024年 | 大愛電視台       | 你準備萌芽了嗎？            | 呂淑卿          |
| 2024年 | 三立台灣台       | 願望                        | 高明娜 青木奈美 |

## 主持
2012年 三立台灣台《台灣尚青》
2013年 超級電視台《生活接力棒》

## 外部連結
- 許鈞鈞的Facebook專頁
- 許鈞鈞的Instagram帳戶